# Federico Salvatore
Federico Salvatore (Nápoles, 17 de septiembre de 1959 – Nápoles, 19 de abril de 2023) fue un cantautor y artista de cabaré italiano.

## Biografía
Nacido en las inmediaciones de la histórica calle napolitana Via Santa Teresa degli Scalzi, Salvatore comenzó su carrera a finales de los ochenta como cómico y cantautor de canciones humorísticas y satíricas. Tras cosechar un éxito local, en 1994 ganó el concurso "BravoGrazie", dedicado a la comedia y el cabaré; eso le permitió darse a conocer a escala nacional, también gracias a sus participaciones frecuentes en el programa de Canale 5 "Maurizio Costanzo Show". Obtuvo un importante éxito con los álbumes Azz... e Il mago di Azz, ambos con certificación de platino.
En 1996, se presentó a la 46ª edición del Festival de la Canción de San Remo con Sulla porta, una pieza que deja a un lado la comicidad y aborda, por primera vez en la historia de este certamen musical, el tema de la homosexualidad, enfocándose concretamente en la difícil relación entre un gay y su madre. En 1997, grabó el disco Coiote interrotto, en el que se incluye una canción dedicada a su conciudadano Totò. El disco L'osceno del villaggio (2002) representó su paso definitivo de cantante cómico a cantautor de denuncia social. La decisión de hacer música comprometida lo alejó progresivamente del mundo del espectáculo y sus apariciones en televisión disminuyeron.
Aquejado de una hemorragia cerebral en octubre de 2021, pese a la rehabilitación nunca se recuperó del todo y falleció el 19 de abril de 2023, a la edad de 63 años. Su funeral se celebró el día siguiente en la Basílica de San Ciro en Portici, donde vivía con su mujer, Flavia D'Alessio, y sus cuatro hijos.

## Discografía
- 1989 - 'Na tazzulella 'e ca...baret
- 1990 - Pappagalli lat(r)ini
- 1991 - Incidente al Vomero
- 1992 - Cabarettombola
- 1993 - Storie di un sottosviluppato... sviluppato sotto!!!
- 1994 - Superfederico
- 1995 - Azz...
- 1996 - Il mago di Azz
- 1997 - Coiote interrotto
- 2000 - L'azz 'e bastone
- 2002 - L'osceno del villaggio
- 2004 - Dov'è l'individuo?
- 2009 - Fare il napoletano... stanca!
- 2013 - Pulcin'hell
- 2020 - Sta luna pare 'na scorza 'e limone